# قصر السيد الأكبر

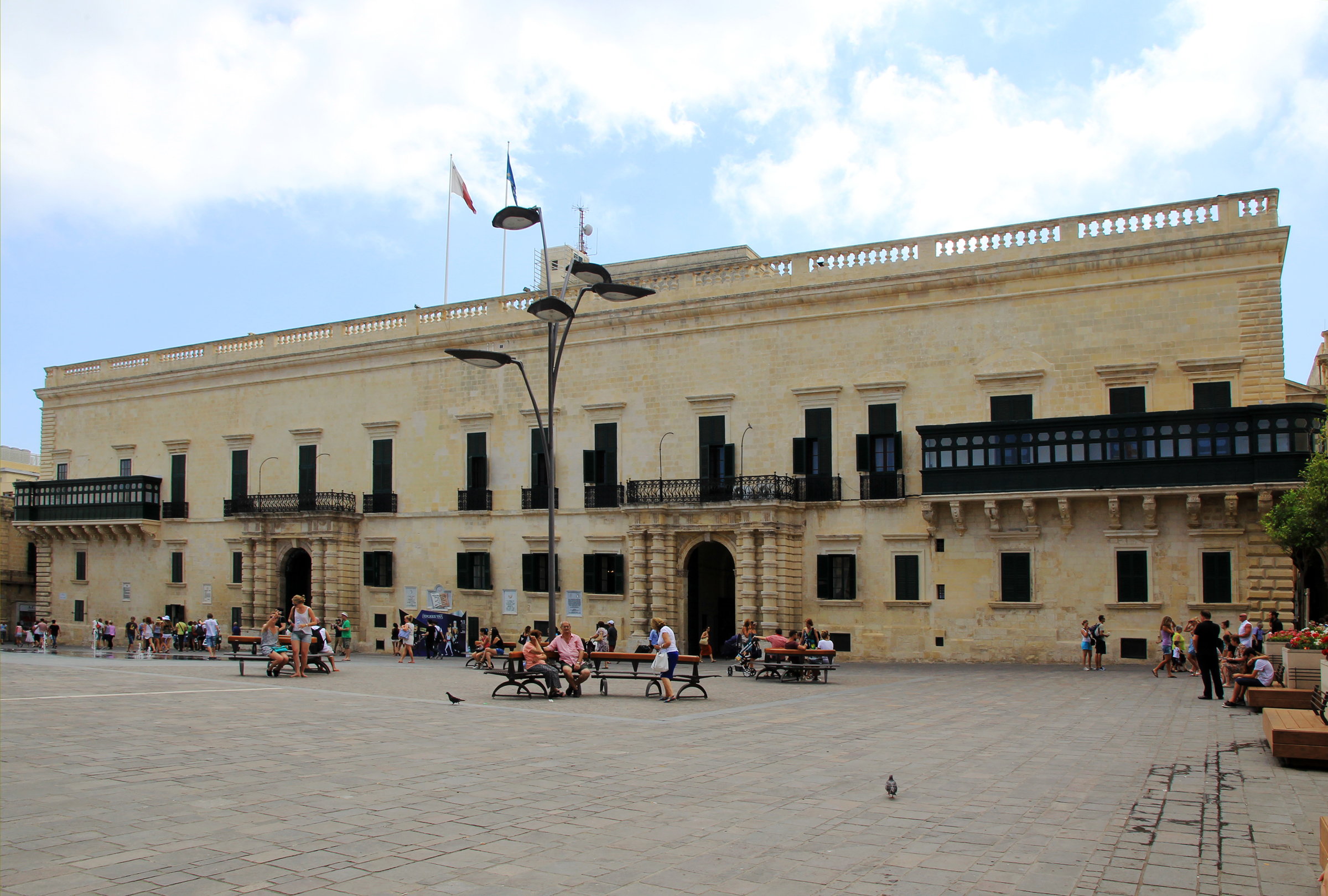
قصر السيد الأكبر، فاليتا.

قصر السيد الأكبر أو قصر غراند ماستر (بالمالطية: Il-Palazz tal-Granmastru) والمعروفة رسميًا باسم القصر. هو قصر يقع في مدينة فاليتا عاصمة جزيرة مالطا. تم بناؤه في القرن السادس عشر كمقر السيد الأكبر لمنظمة فرسان القديس يوحنا. وأصبح في نهاية المطاف قصر الحاكم. ويضم حاليًا مكتب رئيس مالطا، وجزء منه مفتوح للجمهور كمتحف يديرها مؤسسة تراث مالطا.

## مواقع خارجية
- National Inventory of the Cultural Property of the Maltese Islands